# لاري جينينغز
لاري جينينغز (بالإنجليزية: Larry Jennings)‏ هو ساحر استعراضي أمريكي، ولد في 17 فبراير 1933 في ديترويت في الولايات المتحدة، وتوفي في 17 أكتوبر 1997 في لوس أنجلوس في الولايات المتحدة.